# Верзилина, Екатерина Сергеевна
Екатерина Сергеевна Верзилина (род. 5 декабря 1929, Павловка, Центрально-Чернозёмная область) — колхозница, звеньевая колхоза имени Ильича Добринского района Липецкой области. Герой Социалистического Труда (1973).

## Биография
Родилась 5 декабря 1929 года (по ошибочным сведениям — 25 декабря) в крестьянской семье в селе Павловка (сегодня — Добринский район Липецкой области). Окончила семилетнюю школу. Начала трудиться в 15-летнем возрасте в 1944 году в колхозе имени Ильича Добринского района. В конце 1950-х годов была назначена звеньевой свекловодческой бригады. Ежегодно звено, руководимое Екатериной Верзилиной, собирало около 400 центнеров сахарной свеклы с каждого гектара. За перевыполнение планов пятилетки (1966—1970) была награждена в 1971 году орденом Ленина.
В 1973 году было получено в среднем по 506 центнеров сахарной свеклы с каждого гектара. В этом же году удостоена звания Героя Социалистического Труда «за большие успехи, достигнутые во Всесоюзном социалистическом соревновании и проявленную трудовую доблесть в выполнении принятых обязательств по увеличению производства и продажи государству зерна и других продуктов земледелия».
После выхода на пенсию проживает в посёлке имени Ильича Добринского района Липецкой области.

## Награды
- Герой Социалистического Труда — указом Президиума Верховного Совета СССР от 11 декабря 1973 года
- Орден Ленина (дважды)
- Почётный гражданин Добринского района
- Почётный гражданин Липецкой области (2005)